# Sławoszewo (Grande-Pologne)
Pour les articles homonymes, voir Sławoszewo.
Sławoszewo (prononciation : [swavɔˈʂɛvɔ]) est un village polonais de la gmina de Kleczew dans le powiat de Konin de la voïvodie de Grande-Pologne dans le centre-ouest de la Pologne.
Il se situe à environ 5 kilomètres à l'est de Kleczew (siège de la gmina), à 19 kilomètres au nord de Konin (siège du powiat) et à 90 kilomètres à l'est de Poznań (capitale régionale).
Le village possédait une population de 90 habitants en 2006.

## Histoire
De 1975 à 1998, le village faisait partie du territoire de la voïvodie de Konin.

Depuis 1999, Sławoszewo est situé dans la voïvodie de Grande-Pologne.